# アポロAS-203

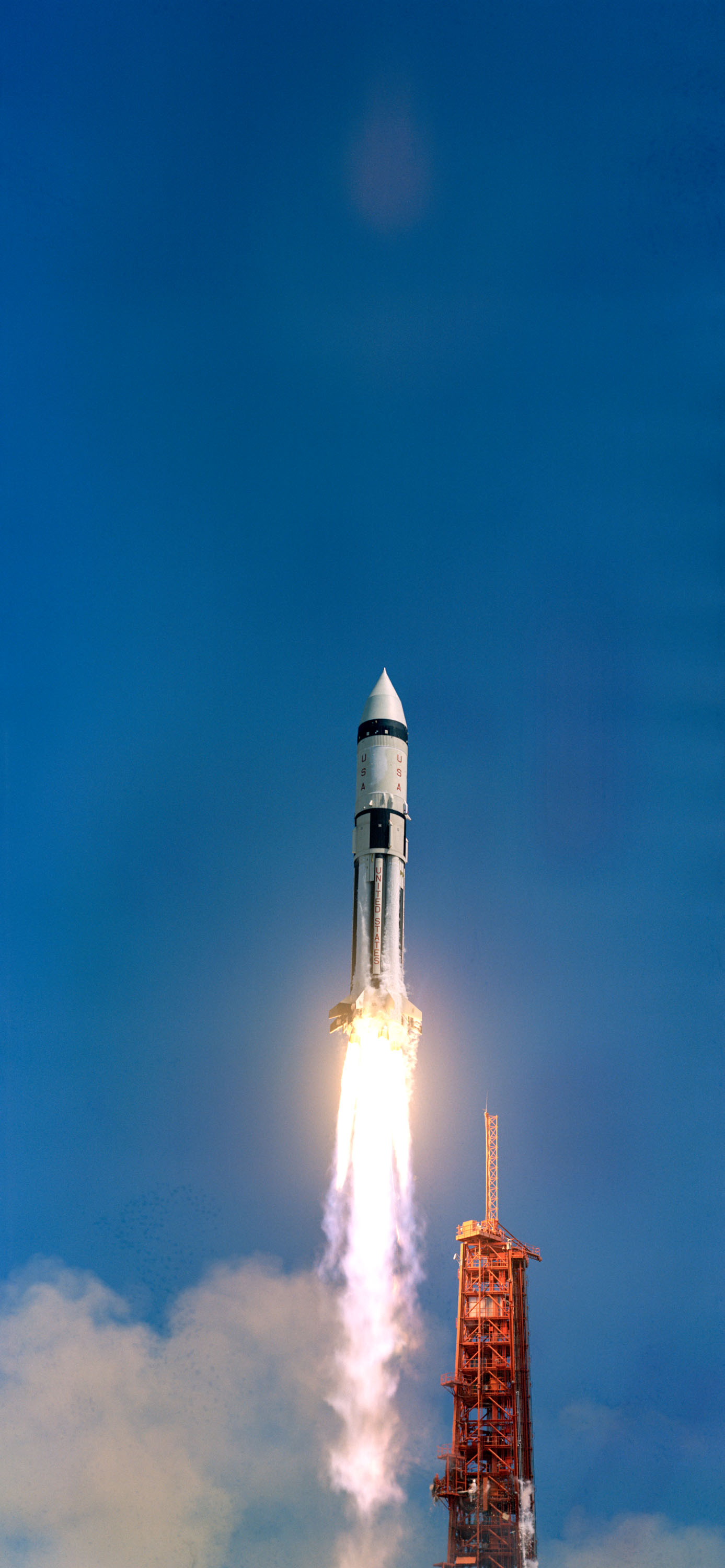
AS-203の発射

アポロAS-203はアメリカ合衆国のアポロ計画において、二度目に行われたサターンIB 型ロケットの発射実験である。非公式にはアポロ2号と呼ばれることもある。

## 目的
AS-203の主な目的は、二段目ロケットS-IVB のタンク内の燃料が無重力状態においてどのような振る舞いをするのかを調査することであった。S-IVB は、地球周回軌道から月に向かう軌道に投入する際、宇宙空間でロケットを再点火しなければならないため、液体燃料の挙動を知っておくのは是非とも必要なことであった。そのためタンク内には83個のセンサーと2台のテレビカメラが設置されていた。
今回は完全にサターンIB のみに関する試験飛行であるため、アポロ宇宙船は搭載されていなかった。またS-IVB 上部に、ロケットの飛行を自動的にコントロールする自動制御装置（写真を参照）を搭載するのも今回が最初であった。

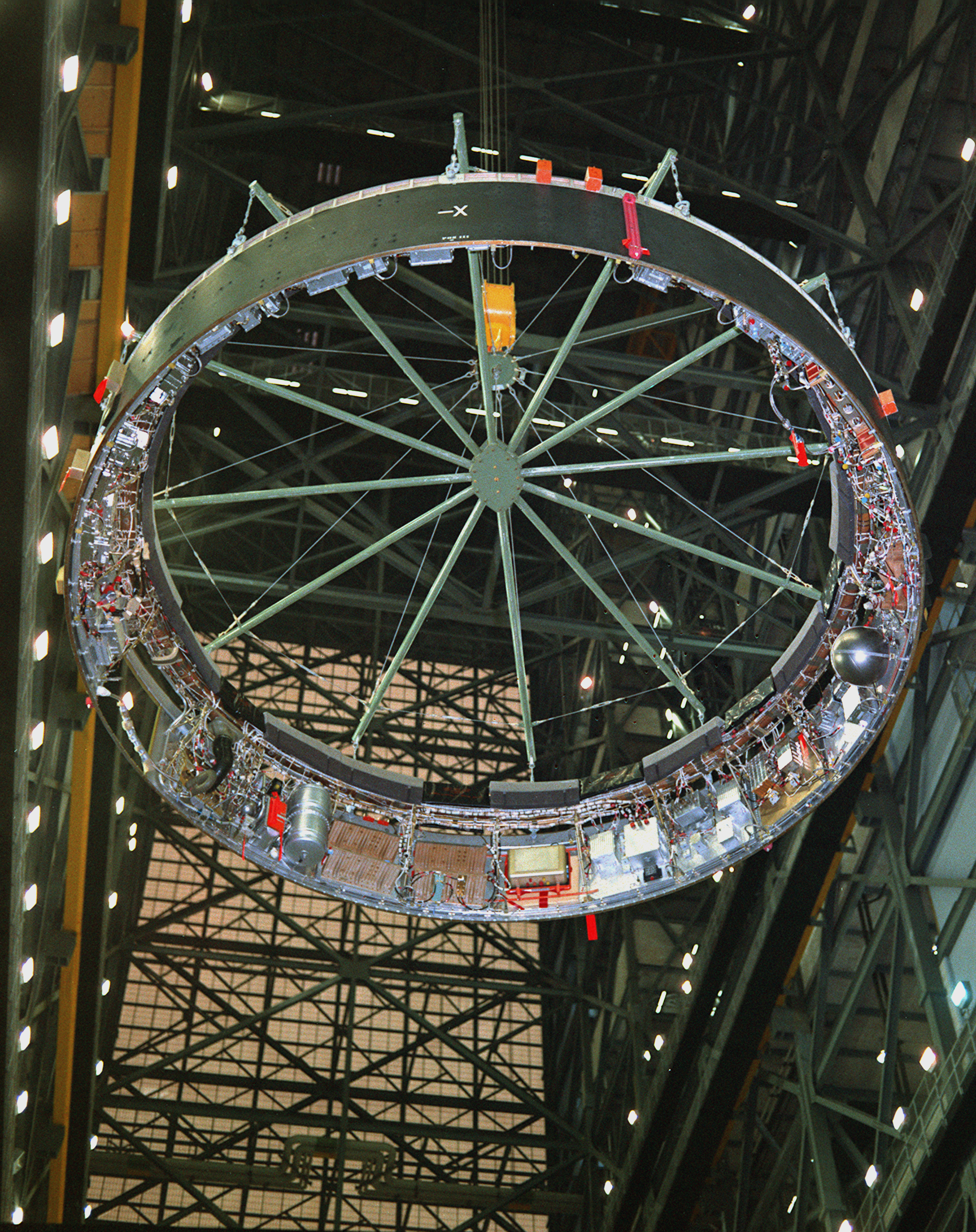
自動制御装置。写真はサターンV のもの

## 準備
1966年春に、本来はこの前に飛行する予定だったアポロAS-202の司令・機械船の準備が遅れたため、AS-203を先に打ち上げることが決定された。第二段S-IVB は4月6日にケープ・カナベラルに到着し、第一段はその6日後、自動制御装置はさらにその2日後に到着した。4月19日から37B発射台への設置作業が始まったが、AS-201の時にも起こった基板の故障が今回もまた発生したため、8,000個もの部品を交換しなければならなくなった。
またこの時点でケネディ宇宙センターの発射台には、39AにはサターンV 型ロケットのモックアップ、34にはAS-202、37BにはAS-203と、同時に3基のロケットが設置されていた。

## 飛行
7月5日、AS-203は予定どおり発射され、高度188kmの地球周回軌道に投入された。タンク内の燃料の挙動は予想されたとおりのもので、再点火は問題なく行われた。ロケットはその後四周にわたって観測された後、構造的限界を調査するためにタンク内の圧力がどんどん高められ、限界値を超えた瞬間、爆発して木っ端微塵になった。すべての実験は成功であった。
S-IVB を製造したダグラス社は9月、「ロケットの準備は万端であり、いつでも月に行くことができる」と表明した。